# Jamal Baptiste
Jamal Marcus Baptiste (Redbridge, 11 de noviembre de 2003) es un futbolista británico que juega en la demarcación de defensa en el West Ham United F. C. de la Premier League.

## Biografía
Tras formarse como futbolista en las categorías inferiores del West Ham United F. C., finalmente el 23 de enero de 2021 debutó con el primer equipo en la FA Cup contra el Doncaster Rovers F. C., encuentro que finalizó por 4-0. Su debut en la Europa League se produjo el 9 de diciembre de 2021 contra el G. N. K. Dinamo Zagreb. El encuentro finalizó con un resultado de 0-1 a favor del conjunto croata tras el gol de Mislav Oršić.

## Estadísticas

### Clubes
Actualizado al último partido disputado el 9 de diciembre de 2021.
| Club                             | Div.          | Temporada     | Liga  | Liga  | Copas nacionales | Copas nacionales | Copas internacionales | Copas internacionales | Total | Total |
| Club                             | Div.          | Temporada     | Part. | Goles | Part.            | Goles            | Part.                 | Goles                 | Part. | Goles |
| -------------------------------- | ------------- | ------------- | ----- | ----- | ---------------- | ---------------- | --------------------- | --------------------- | ----- | ----- |
| West Ham United F. C. Inglaterra | 1.ª           | 2020-21       | 0     | 0     | 1                | 0                | —                     | —                     | 1     | 0     |
| West Ham United F. C. Inglaterra | 1.ª           | 2021-22       | 0     | 0     | 0                | 0                | 1                     | 0                     | 1     | 0     |
| West Ham United F. C. Inglaterra | Total club    | Total club    | 0     | 0     | 1                | 0                | 1                     | 0                     | 2     | 0     |
| Total carrera                    | Total carrera | Total carrera | 0     | 0     | 1                | 0                | 1                     | 0                     | 2     | 0     |